# Cserepes gereben
A cserepes gereben, népiesen ökörnyelv (Sarcodon imbricatus), az osztatlan bazídiumú gombák (Homobasidiomycetes) osztályában a Thelephorales rendhez, ezen belül a Bankeraceae családhoz tartozó ehető gombafaj.

## Megjelenése

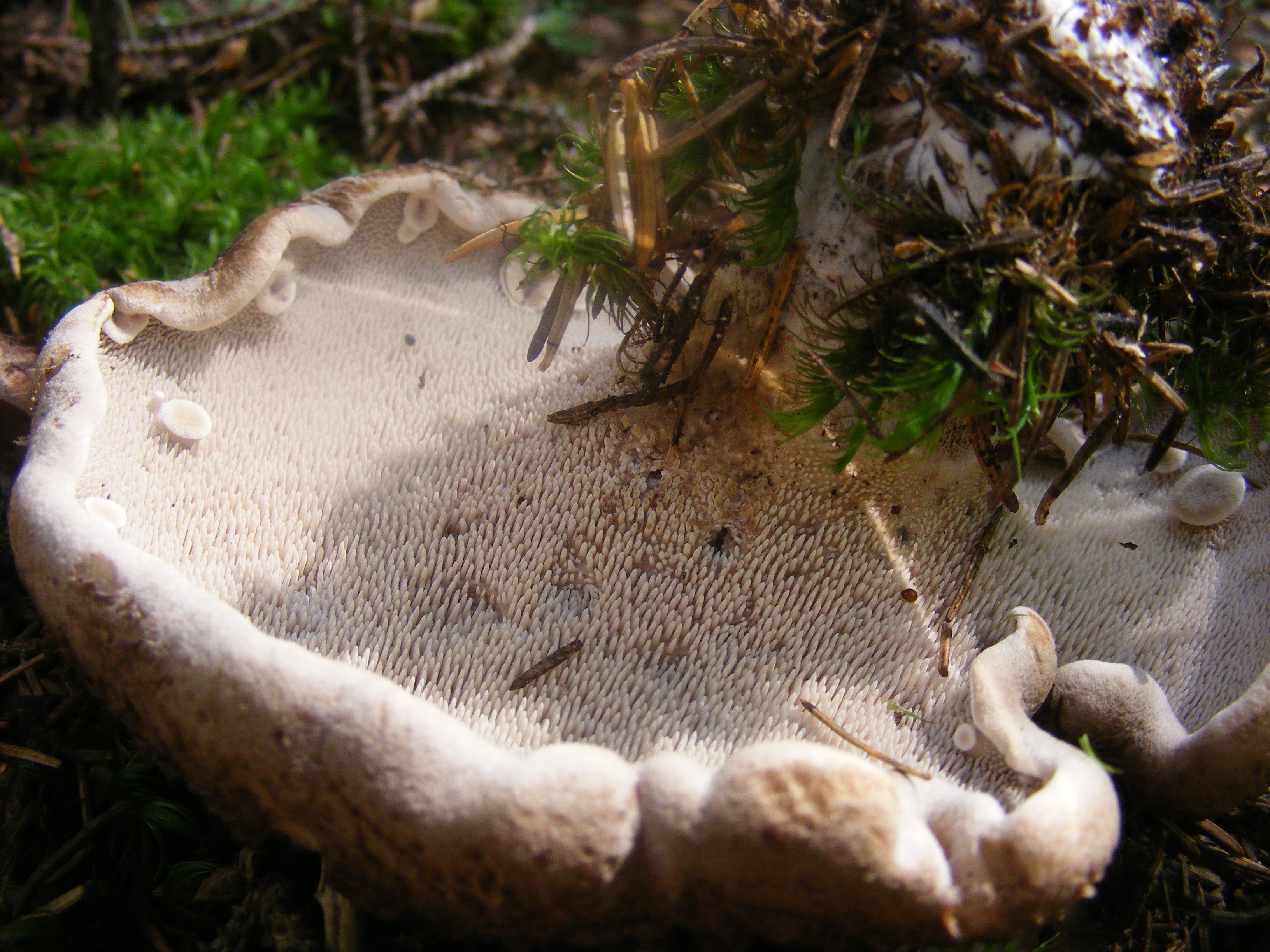

Rendszerint csoportosan terem, főleg fenyőerdők talaján, kizárólag ősszel. Kalapja átmérője a kifejlett példányoknál átlagosan 10–15 cm., találtak viszont már 30 cm átmérőjű kalappal rendelkező egyedet is. Kalapja fiatalon félgömb alakú, később laposra szétterül, majd tölcséres lesz. Sötétbarna, majdnem fekete pikkelyek borítják, a kalap alján körülbelül 1 cm hosszú tüskék vannak. Ezek kezdetben fehérek, majd szürkék lesznek, törékenyek. Tönkje rövid, vastag, tömör.
Más gombával nem téveszthető össze. Erős, fűszeres íze miatt önállóan ételt nem lehet készíteni belőle, kis mennyiségben viszont kitűnő fűszergomba gyanánt levesekbe, paprikásokba.